# Цевьи (Шумилинский район)
Цевьи (бел. Цаўі́) — деревня в Шумилинском районе Витебской области Республики Беларусь. В составе Ловжанского сельсовета.

## География
Ближайшие населённые пункты являются Крицкие, Лобатка, Плиговки 1 и др.

### Гидрография
Река Оболь.

## История
В 1906 году в Полоцком уезде Ловожской волости Витебской губернии.
До 1 апреля 1960 года деревня входила в состав Обольского сельсовета.

## Население

### Численность
- 2009 год — 37 жителей

### Динамика
- 1906 год — 19 дворов (деревня)[2]
- 2009 год — 37 жителей (перепись населения)[2]

## Достопримечательность

### Памятник, скульптура
- Мемориальная доска Герою Советского Союза Н. А. Лоскунову.

## Известные лица
- Лоскунов, Николай Алексеевич — Герой Советского Союза.